# Иган, Киан
Киан Джон Фрэнсис Иган (англ. Kian John Francis Egan) — певец, участник ирландской поп-группы Westlife.

## Биография
Киан Иган родился 29 апреля 1980 года в городе Слайго, Ирландия в семье Кевина и Патриции Иган. У него три брата: Том, Гевин, Колм и три сестры: Мариэль, Вивьен и Финелла. Киан с юных лет увлекался музыкой и в своё время даже успел отыграть в местном панк-рок-коллективе Skrod. В школе он познакомился с будущими участниками Westlife — Шейном Файланом и Марком Фихили. Тогда же Киан, Марк и Шейн вместе с ещё тремя школьными друзьями основали музыкальный коллектив, названный I.O.U. В 1998 году образовалась группа Westlife.
8 мая 2009 года Киан женился на английской актрисе и певице Джоди Альберт, на тот момент участнице поп-группы Wonderland.
20 декабря 2011 года у Киана и Джоди родился сын Коа. 21 мая 2015 года у пары родился второй сын — Зик Иган.

## Музыкальная карьера
Вместе с Westlife Киан имеет в своем активе 14 синглов, в разное время побывавших на первой строчке UK Singles Chart и 11 альбомов-бестселлеров, записанных в период с 1998 по 2010 год. 

Киан является соавтором ряда песен группы:
- Nothing Is Impossible
- Don’t Let Me Go
- When You Come Around
- Imaginary Diva
- Reason For Living
- Crying Girl
- You Don’t Know
- Never Knew I Was Losing You
- Where We Belong
- Singing Forever
- I Won’t Let You Down
- You See Friends (I See Lovers)
- I’m Missing Loving You
- Closer
- Too Hard to Say Goodbye

Через полтора года после распада группы — в январе 2014 года — вслед за Шейном Файланом, другим экс-участником Westlife, Киан заявил о начале сольной карьеры. Выход дебютного альбома «Home» состоялся 14 марта 2014 года.